# Mursunlampi
Mursunlampi är en sjö i kommunen Pudasjärvi i landskapet Norra Österbotten i Finland. Arean är 30 hektar och strandlinjen är 9,27 kilometer lång.  Den  ingår i Ijo älvs huvudavrinningsområde.  Sjön ligger omkring 80 kilometer nordöst om Uleåborg och omkring 590 kilometer norr om Helsingfors. 
I sjön finns öarna Törrönsaari och Mursunsaari. Sydöst om Mursunlampi ligger Pudasjärvi. 